# Leptosema
Genre
Synonymes
- Brachysema R. Br.[2]

Leptosema est un genre de plantes à fleurs dicotylédones de la famille des Fabaceae, sous-famille des Faboideae, originaire d'Australie, qui comprend six espèces acceptées.
Ce sont des arbustes ou arbrisseaux xérophytes, épineux ou inermes, aux feuilles réduites à des écailles. Le genre est endémique de l'Australie.

## Liste d'espèces
Selon The Plant List (2 novembre 2018) :
- Leptosema aculeatum Crisp
- Leptosema anomalum (Ewart & Morrison) Crisp
- Leptosema bossiaeoides Benth.
- Leptosema chambersii F.Muell.
- Leptosema daviesioides (Turcz.) Benth.
- Leptosema uniflorum (Benth.) Crisp